# Ron Klein
Ronald Klein, detto Ron (Cleveland, 10 luglio 1957), è un politico e avvocato statunitense, membro della Camera dei Rappresentanti per lo stato della Florida dal 2007 al 2011.

## Biografia
Nato nell'Ohio, Klein si laureò in legge nel 1982 e dopo aver lavorato come avvocato, nel 1992 si candidò per un seggio nella legislatura statale della Florida come membro del Partito Democratico, venendo eletto.
Dopo aver servito per svariati anni nella legislatura statale, nel 2006 Klein si candidò alla Camera dei Rappresentanti e riuscì a sconfiggere il deputato repubblicano in carica E. Clay Shaw, Jr..
Due anni dopo venne rieletto, superando l'avversario Allen West, ma nel 2010 quest'ultimo lo sfidò nuovamente e stavolta riuscì a vincere, costringendo Klein a lasciare il Congresso.
Dopo la fine della carriera politica, Klein è tornato a svolgere la professione di avvocato.